# Sheila Dikshit
Sheila Dikshit, nata Kapoor (Kapurthala, 31 marzo 1938 – Nuova Delhi, 20 luglio 2019), è stata una politica indiana.

## Biografia

### Origini e formazione
Sheila Kapoor nacque il 31 marzo 1938 a Kapurthala, all'epoca capitale dello Stato principesco di Kapurthala, attualmente situata nel Pangiab.
Studiò presso il Convento di Gesù e Maria di Nuova Delhi. Si laureò, conseguendo un master of arts in storia presso l'Università di Delhi.

### Carriera politica
Sheila Dikshit entrò a far parte del partito Congresso Nazionale Indiano. Con questo si candidò alle elezioni parlamentari del 1984 per la circoscrizione di Kannauj, nello Stato dell'Uttar Pradesh. Venne eletta e divenne quindi membro della Lok Sabha, la camera bassa del Parlamento indiano. Cinque anni dopo, con le successive elezioni, non fu riconfermata al Parlamento.
Come parlamentare, Sheila Dikshit prese parte alla commissione per le previsioni di bilancio della Lok Sabha. Per i cinque anni in Parlamento rappresentò l'India alla Commissione delle Nazioni Unite sullo status delle donne. Nell'agosto 1990 venne arrestata dal governo dell'Uttar Pradesh, assieme ad altre ottantadue persone, per aver guidato un movimento contro le atrocità commesse contro le donne. Venne liberata ventitré giorni dopo.
Nel 1998, in occasione delle elezioni, Sheila Dikshit si candidò per il collegio elettorale di East Delhi ma venne sconfitta dal candidato del Bharatiya Janata Party. Nello stesso anno si candidò anche per le elezioni dell'Assemblea legislativa di Delhi, dove vinse, battendo la sfidante Sushma Swaraj del BJP. A seguito della sua vittoria diventò ministro capo di Delhi. Avendo successivamente vinto anche le tornate elettorali del 2003 e del 2008, Sheila Dikshit mantenne tale posizione fino al 2013, quando perse le elezioni. Si tratta quindi della politica donna che ha servito per più tempo come ministro capo di uno Stato indiano nella storia dell'India.
Nel marzo 2014 venne nominata governatrice dello Stato del Kerala, ma fu costretta a dimettersi cinque mesi dopo. Si candidò alle elezioni parlamentari del 2019 per la circoscrizione di North East Delhi, ma arrivò seconda dopo Manoj Tiwari del Bharatiya Janata Party.

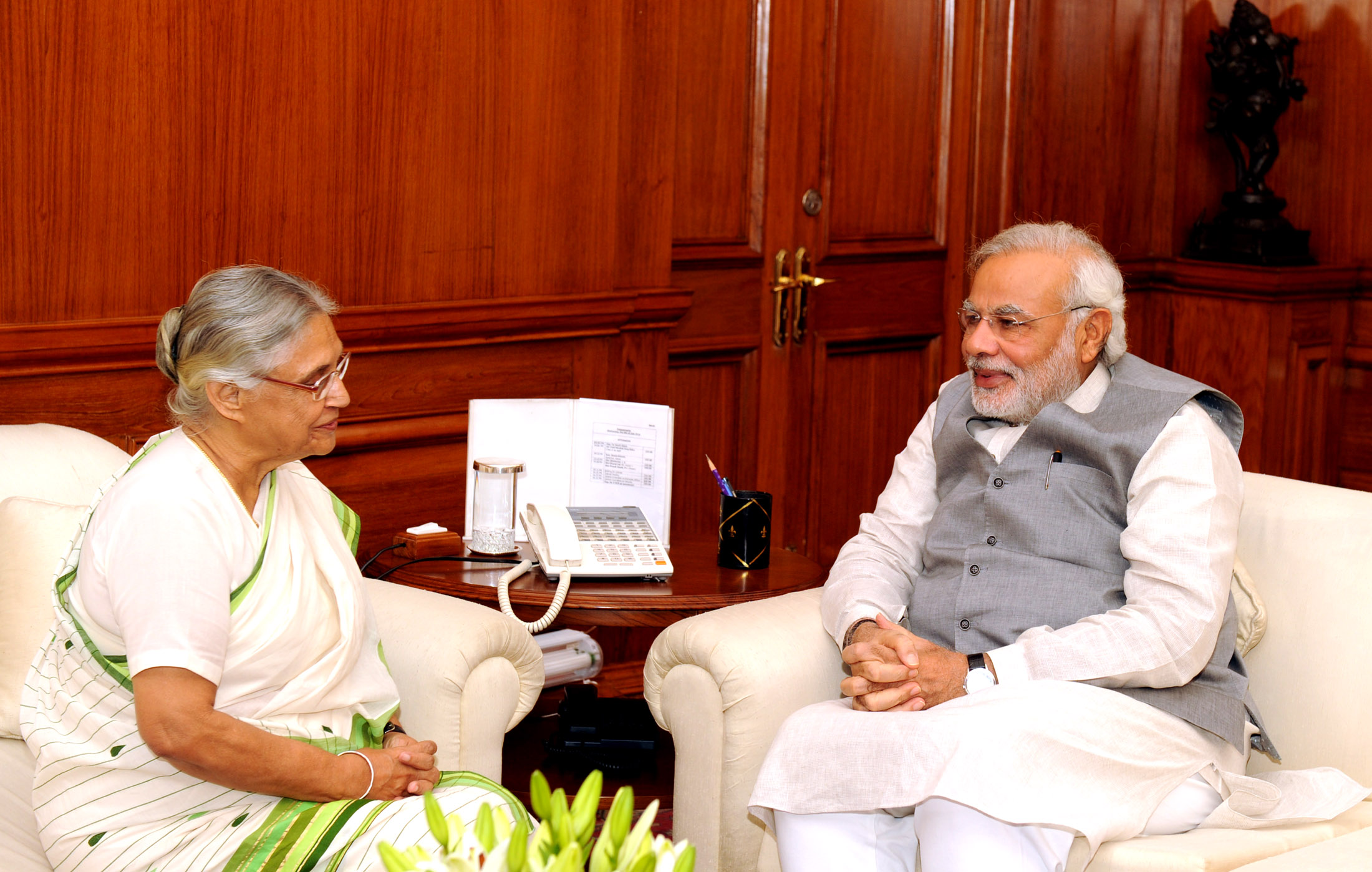
Sheila Dikshit incontra il primo ministro dell'India Narendra Modi.

### Problemi di salute e morte
Sheila Dikshit subì un'angioplastica nel novembre 2012. Nel 2018 subì un intervento chirurgico al cuore a Lilla, in Francia.
Il 19 luglio 2019 Sheila Dikshit venne ricoverata in ospedale a Nuova Delhi per un'aritmia. Nonostante le sue condizioni si fossero inizialmente stabilizzate, non si riprese dai molteplici arresti cardiaci e le sue condizioni peggiorarono progressivamente. Morì nel pomeriggio del 20 luglio 2019, all'età di ottantun anni.
Il governo di Delhi annunciò due giorni di lutto per la sua morte e le concesse i funerali di Stato. Diversi politici le resero omaggio.

## Vita privata
Sheila Kapoor si sposò con Vinod Dikshit, figlio dell'attivista per l'indipendenza e governatore del Bengala occidentale Uma Shankar Dikshit, dal quale assunse il cognome. Insieme ebbero due figli, tra cui Sandeep Dikshit, divenuto poi parlamentare.